# Camulodunum
Camulodunum era il nome dell'antica fortezza legionaria della provincia romana della Britannia, che corrisponde all'odierna città britannica di Colchester, e poi del centro romano di Colonia Claudia Victricensis. Era posizionata nel territorio dell'antica tribù celtico-belgica dei Trinovanti.  Il suo nome deriva dal celtico "Camulodunon", che significa "la Rocca di Camulos" (dove Camulos rappresentava il corrispettivo celtico del dio romano della guerra, Marte).

## Storia

### Prima della conquista romana
Camulodunon era la capitale dei Trinovanti, i quali costruirono un imponente sistema di difesa con terrapieni ad ovest e sud della città. Questa città divenne capitale da un certo Addedomaro, che regnò attorno al 25-10 a.C. (considerando che al tempo delle spedizioni cesariane in Britannia del 55 e 54 a.C., la vecchia capitale si trovava probabilmente a Braughing).
Per un breve periodo attorno al 10 a.C. un certo Tasciovano, re dei Catuvellauni, emise moneta dalla vicina Verulamium e dalla stessa Camulodunon, lasciando supporre che la capitale dei Trinovanti sia stata conquistata dai Catuvellauni per un certo periodo. La successiva pressione romana lo costrinse però a ritirarsi, come sembra testimoniare la successiva monetazione dove non è più presente il termine latino REX ("re"), ma il termine celtico RICON, tanto da supporre che il vecchio Addedomaro sia stato reinsediato al suo posto.
Suo figlio Dubnovellauno gli succedette, ma fu subito privato del trono dal figlio di Tasciovano, un certo Cunobelino, il quale ottenne anche il trono di Verulamium, iniziando un regno da parte dei Catuvellauni sull'area sud-est dell'isola. Egli riuscì a riottenere l'amicizia del popolo romano, ottenendo di tornare a incidere sulle proprie monete il termine di REX piuttosto che i tradizionali simboli celtici.
I ritrovamenti archeologici mostrano un aumento delle importazioni di beni di lusso, probabilmente attraverso il porto di Caulodunun, durante il suo regno. E sembra sia stato proprio lui a spedire all'imperatore Augusto un'ambasceria, anche in considerazione delle già ottime relazioni commerciali tra Roma e la Britannia, che esportava grano, oro, argento, ferro, pelli, schiavi e cani da caccia.

### La conquista della Britannia sotto Claudio

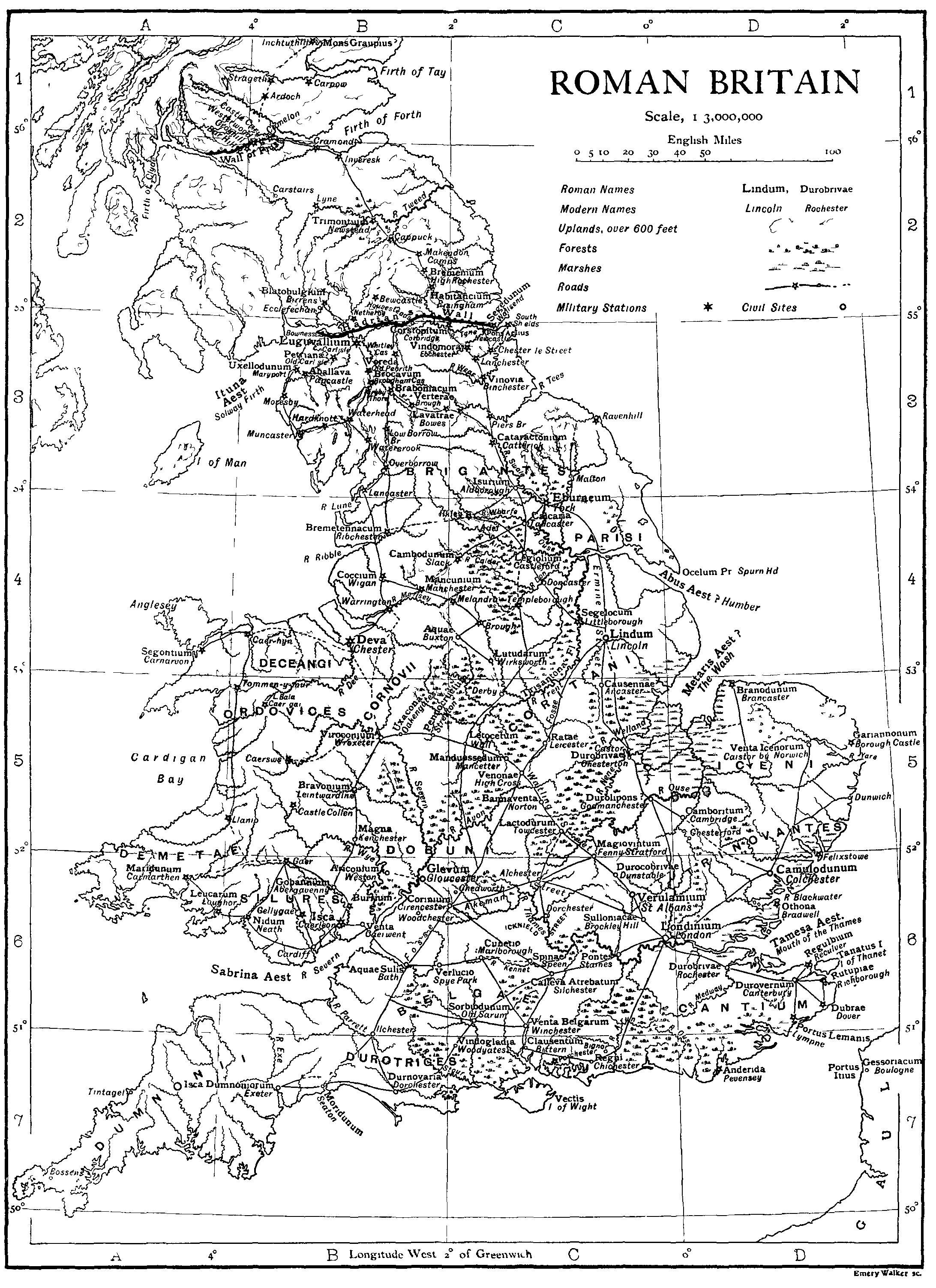
La provincia romana della Britannia.

Una volta sbarcate sull'isola le armate romane agli inizi del 43, si trovarono a dover fronteggiare la resistenza britannica dei principi Togodumno e Carataco, figli del re catuvellauno Cunobelino. Un consistente esercito britannico diede battaglia alle legioni romane vicino a Rochester, sul fiume Medway. La battaglia infuriò per due giorni e visto il ruolo decisivo da lui svolto, Osidio Geta fu insignito degli ornamenta triumphalia. I Britanni furono incalzati oltre il Tamigi dai Romani che inflissero loro gravi perdite. Togodumno morì poco dopo.
In breve i Romani dilagarono e conquistarono il sud-est dell'isola, ponendo la capitale ed il centro del culto imperiale a Camulodunum, e dove posero anche una fortezza legionaria. In onore del Divo Claudio, primo imperatore romano a mettere piede in Britannia, fu eretto un tempio a lui dedicato. Frattanto Carataco fuggì ad Ovest per continuare da lì la resistenza, mentre il futuro imperatore, Vespasiano, marciò ad Ovest, sottomettendo le tribù almeno fino al fiume Exeter, e probabilmente raggiungendo Bodmin.
I risultati di questi primi anni di campagna militare consegnarono parte della Britannia meridionale nelle mani dell'imperatore romano Claudio. Delle quattro legioni che ne componevano l'armata d'invasione, sappiamo che la legio XX Valeria Victrix fu posta per un breve periodo di soli tre anni dal 45 al 48 proprio a Camulodunun, per poi essere trasferita a Glevum con l'avanzata delle forze di occupazione.
Una volta abbandonato il castra militare, nello stesso luogo si sviluppò una nuova città, colonizzata con veterani romani della legio XX Valeria Victrix nel 49, con il nome di Colonia Victricensis. Era cominciato il processo di urbanizzazione e romanizzazione dell'isola. La nuova capitale della provincia di Britannia che si stava sviluppando attorno al vecchio castra militare, copriva ora un'area di 40,5 ha e si suppone avesse 15 000 abitanti e numerose industrie di ceramica.

### Da Budicca a Vespasiano
La prima capitale della nuova provincia, posta proprio a Camulodunum, in seguito alla rivolta di Budicca (del 60/61), fu spostata a Londinium, anche perché la città fu data alle fiamme. Sembra, infine, dalle campagne di scavo del XIX secolo, che la città sia stata completamente abbandonata attorno al 75 e che la parte orientale della stessa abbia ospitato un cimitero fino al IV secolo.

### Fonti primarie
- Dione, Storia romana, LX.
- Strabone, Geografia.
- Svetonio, Vite dei Cesari: Claudio e Vespasiano.
- Tacito, Annales.

### Fonti secondarie
- AAVV., Atlante Storico De Agostini, Novara 1979.
- D.B.Campbell, Roman legionary fortresses 27 BC - AD 378, Oxford 2006.
- T. Cornell e J. Matthews, Atlante del Mondo romano, Novara 1984.
- S.Frere, Britannia: a History of roman Britain, Londra 1998. ISBN 0-7126-5027-X
- Graham Webster, Budicca: The British revolt against Rome AD 60, Londra 1978.
- Y. Le Bohec, L'esercito romano da Augusto a Caracalla, Roma 1992.
- E. Luttwak, La grande strategia dell'Impero romano, Milano 1991.
- H. Parker, The roman legions, New York 1958.
- G. Webster, The roman imperial army, Londra-Oklahoma 1998. ISBN 0-8061-3000-8

### Località geografiche/altro
- Britannia (provincia romana)
- Governatori romani della Britannia
- Britanni
- Lista di fortezze legionarie romane
- Limes romano
- Legio XX Valeria Victrix
- Colchester
- Tempio di Claudio (Colchester)